# Sam Smith
Samuel Frederick Smith, röviden Sam Smith (London, 1992. május 19. –) Oscar-, Golden Globe-, valamint ötszörös Grammy-díjas angol énekes-dalszerző. Ismertségét 2012-ben szerezte meg Disclosure mellett a Latch című dalban, ami az angol slágerlistán a tizenegyedik helyig jutott. Első listavezető pozícióját Naughty Boy La La La című slágerében való közreműködésével szerezte meg. 2014-ben jelölték a Brit Awards „Kritikusok díja” kategóriában, melyet végül meg is nyert, valamint a BBC-től a „2014 hangja” címet is megkapta.
2014 májusában adta ki debütáló stúdióalbumát In the Lonely Hour címen a Capitol Records gondozásában. Kislemezei által világhírnévre tett szert. Olyan slágerlistás dalok találhatóak az albumon, mint a Money on My Mind, a Stay With Me és az I'm Not the Only One. Második listavezető pozícióját hazájában Money on My Mind című dalával érte el. Stay With Me slágere világszerte sikeressé vált, hazájában szintén első helyezett lett, míg az Egyesült Államokban a Billboard Hot 100 listán a második helyig jutott. Az I'm Not the Only One mindkét országban bejutott a legnépszerűbb öt dal közé. Like I Can című kislemeze a kilencedik helyet szerezte meg az Egyesült Királyságban. Az Egyesült Államokban karrierjében először Jimmy Fallon esti talkshowjában, valamint a Saturday Night Live című varietéműsorban szerepelt. Az első nyíltan nembináris előadó, aki elérte a Billboard Hot 100 első helyét, Unholy című dalával.
2014 decemberében összesen 6 Grammy-jelölést kapott, melyből a 2015 februárjában megrendezett 57. Grammy-gálán négyet sikerült díjra váltania. Elnyerte „a legjobb új előadónak”, „az év felvételének”, „az év dalának” és „a legjobb vokális popalbumnak” szóló Grammy-díjakat. A 2015-ös Billboard Music Awards-on három díjjal jutalmaztákː ő lett a legjobb férfi előadó és a legjobb új előadó, valamint a legjobb rádiós dal díja is őt illette. Zenei eredményei által a Guinness Rekordok Könyvében is megemlítik. 2015-ben felvette a Writing's on the Wall című dalt, melyet a 2015-ben bemutatott James Bond film, a Spectre – A fantom visszatér betétdalaként ismert meg a világ. Smith Guinness világrekordot döntött a dallal, mikor az a James Bond-dalok történetében először elérte az első helyet a brit listákon. 2016 elején Golden Globe-díjjal és Oscar-díjjal jutalmazták a „legjobb eredeti betétdal” kategóriában. Smith 2017 novemberében adta ki The Thrill of It All című második nagylemezét, amely az Egyesült Királyságban és az Egyesült Államokban is listavezető pozícióba került. Első kislemezes dala, a Too Good at Goodbyes az Egyesült Királyságban és Ausztráliában is első helyezett meg, míg az Egyesült Államokban a negyedik helyig jutott.

## Fiatalkora
1992. május 19-én született Londonban Frederick Smith és Kate Cassidy gyermekeként. Az angol fővárosban nőtt fel. 2007-ben a Youth Music Színház tagjaként szerepelt az Oh! Carol című produkcióban. Mielőtt belecsöppent volna zenei karrierjébe évekig tanulta a jazz zenét; jazz zenekarokban is játszott. Joanna Eden, jazz zongorista mentorálásával évekig tanult énekelni, valamint dalokat szerezni. Vallásos iskolába járt, ahol tagja volt a népszerű Cantate Youth kórusnak. Karrierje beindításához nagyban hozzájárult édesanyja, aki jelentősen támogatta anyagilag a fiatal feltörekvő énekest.

## Karrier

### 2012–13: Áttörés
2012-ben közreműködött Disclosure Latch című kislemezének felvételében. A dalt októberben adták ki, ami végül a brit listákon a tizenegyedik helyig jutott. 2013 elején kiadta első saját kislemezét debütáló albumáról Lay Me Down címen. Ugyanabban az évben Naughty Boy mellett feltűnt a La La La című dalban. Utóbbi az első helyet is elérte a brit listákon, ezzel Smith első listavezető dala lett. Ugyanabban az évben kiadta első EP-jét Nirvana címen, melyen négy felvétel volt hallható, a Safe With Me, melyet Two Inch Punch segítségével készített el, a címadó Nirvana, melyet Craze & Hoax és Jonathan Creek producerek alkottak meg. Az EP-en továbbá megtalálható a Latch című dal szóló változata akusztikus verzióban, valamint az I've Told You Now élő felvétele. 2013 novemberében kiadták a Together című dalt Disclosure remixalbumáról, a Settle: The Remixes-ről.

### 2014–16:In The Lonely Hourés a világhírnév

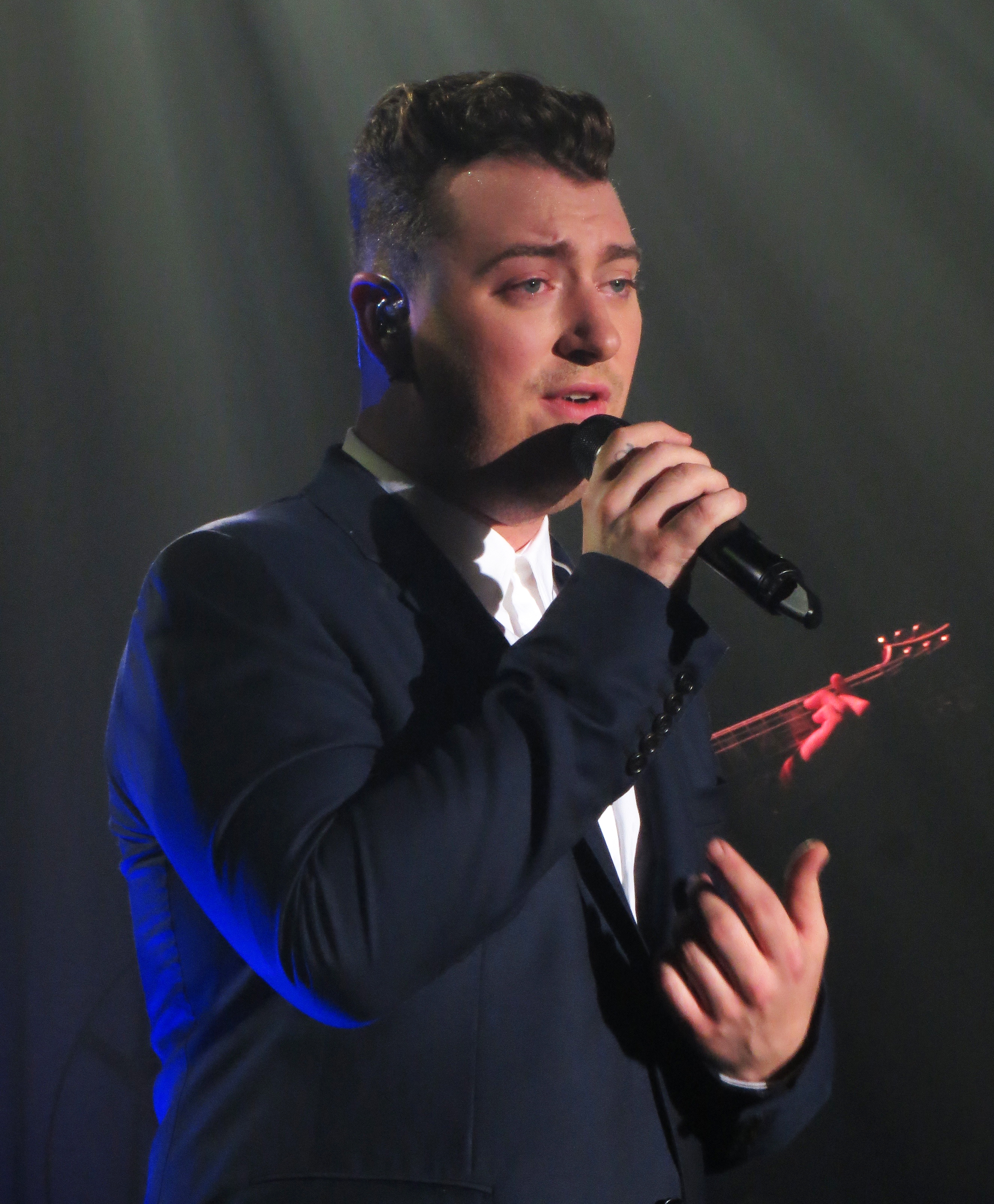
Sam Smith 2014-ben Glasgowban

2014. február 16-án adta ki második kislemezét az In the Lonely Hour című debütáló albumáról, a Money on My Mindt. Az album május 26-án jelent meg világszerte a Capitol Records gondozásában. Debütáló albumát Smith elmondása szerint a viszonzatlan szerelem inspirálta. Az album első helyezést ért el az Egyesült Királyságban, míg az Egyesült Államokban a második helyet szerezte meg a Billboard 200 listán. Amerikában az év második legjobban fogyó albuma lett Taylor Swift 1989 című nagylemeze után. Az Egyesült Királyságban hasonlóképp, az év második legkelendőbb albuma volt Ed Sheeran X lemeze után. Stay With Me dala jelentős kereskedelmi sikereket aratott világszerte. Az Egyesült Királyságban listavezető lett, míg az Egyesült Államokban a második helyig jutott. Negyedik kislemeze, az I'm Not the Only One további sikereket hozott Smith-nek: hazájában a harmadik, Amerikában az ötödik helyet szerezte meg.
2014 elején elindította amerikai karrierjét is: szerepelt Jimmy Fallon esti műsorában, valamint a Saturday Night Live-ban is fellépett. Fellépései során a Stay With Me és a Lay Me Down dalait adta elő. Júniusban a The Fader magazin címlapján szerepelt. A Variance magazin a Stay With Me-t a nyár legnagyobb slágerének választotta meg 2014-ben. Augusztusban az MTV Video Music Awards-on is előadta dalát.
2015-ben plágiummal vádolták meg a fiatal énekest. Tom Petty hasonlóságokat vélt felfedezni a Stay With Me és saját, 1989-es dala, az I Won't Back Down között. Petty és dalszerző társa a Stay With Me bevételeinek 12,5%-át kapták meg végül.
2015-ben a Grammy-gálán ismét előadta a Stay With Me-t, miközben négy díjat is átvehetett az est során Los Angelesben. A 2015-ös Brit Awards-on Londonban a Lay Me Down-t adta elő és két díjat vehetett át.
2015 márciusában újra kiadta a Lay Me Down című dalát, ami a Billboard Hot 100 nyolcadik helyét tudta megszerezni. Ugyanabban a hónapban egy új verziót is felvett a dalból John Legend közreműködésével. A duó az első helyet is elérte az Egyesült Királyságban.
2015 júliusában Smith ismét összeállt Disclosure-rel az Omen című kislemezen.
2015. szeptember 8-án Smith megerősítette, hogy elkészítette az új James Bond-film, a Spectre – A fantom visszatér betétdalát. Szeptember 25-én adta ki Writing's On The Wall címen a Skyfall utódját. A dal rekordot döntött, hiszen elérte az első helyet a brit listákon, ezzel az első James Bond-dal lett, aminek ez sikerült. Októberben két Guinness rekorddal is megjutalmazták az énekest: egyet azért, hogy elérte az első helyet, a másikat debütáló albumáért kapta, miután az rekordmennyiségű hetet töltött el a Top 10-ben az Egyesült Királyságban. A 73. Golden Globe-gálán 2016-ban győzedelmeskedhetett a „legjobb eredeti betétdal” kategóriában. Pár nappal később megkapta karrierje első Oscar-jelölését a „legjobb eredeti betétdal” kategóriában szintén a Writing's On The Wall dalával. Videóklipjét a 2016-os Brit Awards legjobbjai közt említették meg. 2016. február 28-án a 88. Oscar-gálán előadta a dalt, majd át is vette a „legjobb eredeti betétdalnak” szóló Oscar trófeát.

### 2016–jelen:The Thrill of It All
2016-ban Smith több képet is feltöltött a világhálóra, melyen új albumán dolgozik a stúdióban. 2016 végén felmerült, hogy Adam Lambert is részese Smith új projektjének.
2017. szeptember 8-án Smith megjelentette új kislemezét Too Good at Goodbyes címmel. A dal az első helyen debütált az Egyesült Királyságban, míg az amerikai Billboard Hot 100 listán a negyedik helyig jutott. Smith második stúdióalbuma, a The Thrill of It All 2017. november 3-án jelent meg a Capitol Records gondozásában. A lemez listavezető volt az Egyesült Királyságban, illetve az Egyesült Államokban is.

## Díjak és elismerések
1 Oscar-díj
- 2016. február 28: Legjobb eredeti betétdal (Writing's on the Wall)

4 Grammy-díj
- 2015: Legjobb új előadó, Legjobb vokális popalbum (In the Lonely Hour), Az év felvétele (Stay With Me), Az év dala (Stay With Me)

1 Golden Globe-díj
- 2016: Legjobb eredeti betétdal (Writing's on the Wall)

3 Brit Awards-díj
- 2014: Kritikusok-díja
- 2015: Legjobb új brit előadó, Globális siker-díj

1 American Music Awards-díj
- 2014: Legjobb férfi előadó (Pop/Rock)

3 Billboard Music Awards-díj
- 2015: Legjobb új előadó, Legjobb férfi előadó, Legjobb rádiós dal előadó

## Inspirációk
Smith elmondása szerint évek óta követi Lady Gaga munkásságát, aki nagy hatással volt rá fiatal felnőtt éveiben. Nagy kedvencei továbbá még Adele és Amy Winehouse is. Befolyással volt rá Beyoncé, Christina Aguilera, akibe beleszerettem a múlt évben, és akiről ez az album is szól. Nagyon köszönöm, hogy összetörted a szívemet, mert így szereztem négy Grammy-t." – árulta el Smith a 2015-ös Grammy-gálán.

## Diszkográfia
- In the Lonely Hour (2014)
- The Thrill of It All (2017)
- Love Goes (2020)

## Turnék
- In the Lonely Hour Tour (2015)
- The Thrill of It All Tour (2018)

## Fordítás
- Ez a szócikk részben vagy egészben  a   Sam Smith (singer) című angol Wikipédia-szócikk fordításán alapul.  Az eredeti cikk szerkesztőit annak laptörténete sorolja fel. Ez a jelzés csupán a megfogalmazás eredetét és a szerzői jogokat jelzi, nem szolgál a cikkben szereplő információk forrásmegjelöléseként.